# Tycho (Name)
Tycho ist ein männlicher Vorname.

## Herkunft und Bedeutung
Der Name ist die latinisierte Form des griechischen Namens Tychon, abgeleitet von der griechischen Göttin des Glücks Tyche.

## Verbreitung
In Deutschland und Österreich wird der Name nur sporadisch vergeben. Dahingegen kommt er in den Niederlanden seit Anfang der 1940er Jahre jährlich in der Namensgebung vor. Besonders beliebt war er von Ende der 1990er bis Ende der 2000er Jahre. In diesem Zeitraum zählte er zu den beliebten Jungennamen. Die Beliebtheit von Tycho sinkt seit 2008 wieder, zurzeit wird er nur noch seltener vergeben. Von 1940 bis 2022 wurden rund 3.500 Jungen so genannt. In Belgien ist der Name nur mäßig beliebt.
In den nordischen Ländern Dänemark, Norwegen und Schweden kommt der Name nur recht selten in der Namensgebung vor.
Seit der Jahrtausendwende kommt der Name in den USA bei der Namenswahl fast jährlich vor, jedoch in geringer Anzahl. In England und Kanada wird er hingegen nur sehr selten vergeben.

## Varianten
- Tyge, Thyge (in Dänemark), Tyko (in Finnland), Torkel (in Norwegen und Schweden), Torcuil (in Schottland), Tichon (kyril. Тихон in Russland)

## Bekannte Namensträger
- Tycho Brahe (1546–1601), dänischer Astronom
- Tycho Castberg (1872–1948), norwegischer Seelsorger und Pazifist
- Tycho Castberg (1900–1982), norwegischer Architekt
- Tycho van Meer (* 1974), niederländischer Hockeyspieler, Olympiasieger
- Tycho Mommsen (1819–1900), deutscher Altphilologe und Gymnasialdirektor
- Tycho Mrsich (1925–2022), deutscher Rechtshistoriker
- Tycho Seitz (1933–2001), deutscher Wirtschaftswissenschaftler
- Tycho Tullberg (1842–1920), schwedischer Zoologe
- Tycho Weißgerber (* 1952), deutscher Fechter, Teilnehmer an den Olympischen Spielen 1976
- Tycho von Wilamowitz-Moellendorff (1885–1914), deutscher Klassischer Philologe

## Weitere Namensverwendung
- Tycho (Mondkrater)

- Tycho Brahe (Marskrater)